# Eparchie mykolajivská
Eparchie Mykolajiv je eparchie ukrajinské pravoslavné církve Moskevského patriarchátu.

## Území a titul biskupa
Zahrnuje správní hranice území Mykolajivského, Berezanského, Očakivského, Vitovského, Novoodeského, Baštanského, Snihurivského, Novobužského, Bereznehuvatského a Kazanského rajónu Mykolajivské oblasti.
Eparchiálnímu biskupovi náleží titul biskup mykolajivský a očakivský.

## Historie
Dne 6. listopadu 1913 byl zřízen mykolajivský vikariát chersonské eparchie.
Dne 20. června 1992 byla Svatým synodem Ukrajinské pravoslavné církve zřízena eparchie mykolajivská a voznesenská.
Dne 25. srpna 2012 byla z eparchie oddělena nová eparchie voznesenská.

## Seznam biskupů

### Mykolajivský vikariát chersonské eparchie
- 1913–1917 Alexij (Baženov)
- 1918–1921 Prokopij (Titov) svatořečený mučedník
- 1933–1937 Teodosie (Chirică)

### Eparchie mykolajivská Ukrajinské autonomní pravoslavné církve
- 1942–1942 Serafim (Kušneruk)

### Eparchie mykolajivská
- 1992–1993 Varfolomij (Vaščuk)
- od 1993 Pytyrym (Starynskyj)